# 回転ハッスル
回転ハッスル（かいてんハッスル）は、よしもとクリエイティブ・エージェンシー大阪本部（大阪吉本）所属のかつて存在したお笑いコンビ。2016年5月13日に、前日に行われた80名様限定ライブを以て解散することを発表した。

## メンバー
- しのはらちっく（本名：篠原 孝嘉（しのはら たかよし）、1981年1月31日 - ）

兵庫県出身。ツッコミ担当。立ち位置は向かって左。
大阪NSC24期生。
身長180cm、血液型A型。
元「サンディサンディ」のメンバー。
解散後、2017年に山口宜弘と「ガンガンファンキービート」を結成。
- 石村 一也（いしむら かずや、1980年6月26日 - ）

大阪府出身。ボケ担当。立ち位置は向かって右。
大阪NSC26期生。
身長171cm、血液型B型。
近畿大学理工学部原子炉工学科卒
元「石田石村」→「アンドロココ」→「ギリタカシ」→「石村鳥居」→「カニ」→「うどん」→「わさび」→「サッカー」→「ボンヴォヤージュ」→「からあげ番長」→（改名）「エトセトラ」→「ズボン」→「富士猫」→「ズボン」と数々のコンビ名で活動していた。
現在は芸人を引退しており、謎解きイベント会社に勤務している。

## エピソード
- 芸歴が2年差のある先輩後輩のコンビ。元々は、M-1グランプリに出たいと思っていた両者がそれぞれ解散してピンだった為、ユニットを組んで出ないかと後輩の石村が先輩のしのはらを誘ったのがきっかけ。
- baseよしもと→5upよしもとに出演していたが、2014年2月に卒業。

## ネタの特徴
- ネタの割合は漫才、コントでほぼ半々。
- 鼻エンジンのように石村のボケをいくつか流した後にしのはらがまとめてツッコむ、もしくはウエストランドのようにボケ1つに対して執拗にツッコミを続けるスタイルが特徴。
- 漫才中でも舞台を広く使うことが多い。
- しのはらのアクションの大きいツッコミが特徴的で、よく他の芸人にモノマネをされる。

## 出囃子
- MONGOL800「大迷惑」